# Faro di Anamur
Il faro di Anamur (in turco Anamur Feneri) è un faro situato nell'ilçe (distretto) di Anamur della provincia di Mersin, in Turchia.
Il faro si trova su un promontorio nel punto più meridionale della penisola anatolica, a 36°01′03″N 32°48′10″E. La città di Ören, Anamur, si trova a 4 chilometri a nord del faro. La distanza da Anamur è di 10 chilometri e da Mersin di 232 chilometri.

## Storia
Il faro fu costruito da un'azienda francese nel 1911, durante l'Impero Ottomano. Originariamente era alimentato a combustibile. Ma a partire dal 1999 la sua fonte di energia è l'elettricità.
Il faro è composto da un edificio di servizio e da un alloggio. C'è un custode nell'edificio di servizio. Tuttavia, la manutenzione tecnica e le riparazioni vengono effettuate da un team di Mersin.
L'altitudine del faro è di 68 metri e la sua altezza sul terreno è di 10 metri. Lampeggia due volte ogni 10 secondi.  La sua visibilità è di 20 miglia nautiche.